# Jenny Morelli
Jenny Morelli Brandorf, född Jenny Svedberg 27 september 1966 i Spånga, är en svensk poet och journalist. Hon har gett ut diktsamlingarna Apor och nektariner 1991 och Som hör boskapen till 1994 på Norstedts Förlag. 2007-2010 verksam som journalist på Tidningen Vi. Utvald i antologin Årets Bästa 2007 för ett personporträtt på poeten Tomas Tranströmer. Dikter ingår i antalogin "Under tidens yta- en annorlunda svensk poesihistoria" av Jonas Ellerström. Sedan 2010 är Morelli redaktör för Fotografisk Tidskrift som fick Stora Publishingpriset hösten 2011.